# Great Snoring
Great Snoring est un village et une paroisse civile du Norfolk, en Angleterre.